# Christine de Pizan
Christine de Pizan (cũng viết là de Pisan; phát âm tiếng Pháp: [kʁistin də pizɑ̃] ⓘ; 1364 – c. 1430)
là một tác giả người Ý di dân sang Pháp cuối thời Trung cổ. Bà phục vụ như là một nhà văn cung đình cho một số công tước (Louis of Orleans, Philip the Bold xứ Burgundy, và John the Fearless xứ Burgundy) và cung đình hoàng gia Pháp dưới thời trị vì của Charles VI. Bà đã viết các tác phẩm thơ và văn xuôi như tiểu sử và sách chứa lời khuyên thiết thực cho phụ nữ. Bà hoàn thành bốn mươi mốt tác phẩm trong suốt sự nghiệp 30 năm của bà (1399–1429). Bà kết hôn năm 1380 ở tuổi 15, và đã góa chồng 10 năm sau đó. Phần lớn động lực sáng tác của bà đến từ nhu cầu kiếm sống của bản thân để giúp mẹ, một người cháu gái và hai con còn sống của mình. Bà dành phần lớn thời thơ ấu và tất cả của cuộc đời trưởng thành của mình ở Paris và sau đó ở các tu viện tại Poissy. Bà viết toàn bộ các tác phẩm của mình bằng ngôn ngữ  Middle French, một thứ tiếng Pháp từ thế kỷ 14 đến thế kỷ 17.

## Danh mục tác phẩm
- L'Épistre au Dieu d'amours (1399)
- L'Épistre de Othéa a Hector (1399–1400)
- Dit de la Rose (1402)
- Cent Ballades d'Amant et de Dame, Virelays, Rondeaux (1402)
- Le Chemin de long estude (1403)
- Livre de la mutation de fortune (1403)
- La Pastoure (1403)
- Le Livre des fais et bonnes meurs du sage roy Charles V (1404)
- Le Livre de la cité des dames (1405)
- Le Livre des trois vertus (1405)
- L'Avision de Christine (1405)
- Livre du corps de policie (1407)
- Livre de paix (1413)
- Epistre de la prison de vie humaine (1418)
- Ditié de Jehanne d'Arc (1429)

### Sách tiểu sử
- Altmann, Barbara K., and Deborah L. McGrady, eds. Christine de Pizan: A Casebook. New York: Routledge, 2003.
- Altmann, Barbara K., "Christine de Pizan as Maker of the Middle Ages," in: Cahier Calin: Makers of the Middle Ages. Essays in Honor of William Calin, ed. Richard Utz and Elizabeth Emery (Kalamazoo, MI: Studies in Medievalism, 2011), pp. 30–32.
- Brown-Grant, Rosalind., Christine de Pizan and the Moral Defence of Women: Reading beyond Gender. Cambridge: Cambridge University Press, 1999.
- Brown-Grant, Rosalind. trans. and ed. Christine de Pizan. The Book of the City of Ladies. Harmondsworth, UK: Penguin Books, 1999.
- Campbell, Karlyn K., Three Tall Women: Radical Challenges to Criticism, Pedagogy, and Theory, The Carroll C. Arnold Distinguished Lecture National Communication Association November 2001 Boston: Pearson Education Inc, 2003.
- Cerquiglini-Toulet, J., Christine de Pizan et le pouvoir du nom, in: Le Moyen Français 75 (2014), p. 3-17.
- Desmond, Marilynn, Pamela Sheingorn, Myth, Montage, and Visuality in Late Medieval Manuscript Culture: Christine de Pizan's Epistre Othea (Ann Arbor, MI, University of Michigan Press, 2003).
- Dulac, Liliane, Anne Paupert, Christine Reno, and Bernard Ribémont, eds., Desireuse de plus avant enquerre... Actes du VIe colloque international sur Christine de Pizan (Paris juillet 2006): Volume en hommage à James Laidlaw (Paris, Éditions Champion, 2008) (Etudes Christinienne).
- Fenster, Thelma S., and Nadia Margolis, eds. and trans. Christine de Pizan, The Book of the Duke of True Lovers. New York: Persea, 1991.
- Green, Karen, and Constant J. Mews, eds. Healing the Body Politic: The Political Thought of Christine de Pizan, Turnhout, Belgium: Brepols, 2005.
- Green, Karen, Constant J. Mews, and Janice Pinder, eds. The Book of Peace by Christine de Pizan.University Park: Penn State Press, 2008.
- Kosta-Théfaine, Jean-François. La Poétesse et la guerrière: Lecture du 'Ditié de Jehanne d'Arc' de Christine de Pizan. Lille: TheBookEdition, 2008. Pp. 108.
- Laigle, Mathilde, Le livre des trois vertus de Christine de Pisan et son milieu historique et littéraire, Paris, Honoré Champion, 1912, 375 pages, collection: Bibliothèque du XVe siècle siècle (this book is the translation of an American thesis of Mathilde Laigle, Columbia U.)
- Margolis, Nadia, An Introduction to Christine de Pizan. New Perspectives in Medieval Literature, 1. Gainesville: University Press of Florida, 2011.
- Mühlethaler, J.-Cl., Désir et étonnement: de l'auteur au lecteur. Émotion, écriture et lecture au temps de Christine de Pizan, in: Le Moyen Français 75 (2014), p. 19-42.
- Parussa, G., Stratégies de légitimation du discours autorial: dialogie, dialogisme et polyphonie chez Christine de Pizan, in: Le Moyen Français 75 (2014), p. 43-65.
- Quilligan, Maureen, The Allegory of Female Authority: Christine de Pizan's "Cité des Dames". New York: Cornell University Press, 1991.
- Redfern, Jenny, "Christine de Pisan and The Treasure of the City of Ladies: A Medieval Rhetorician and Her Rhetoric" in Lunsford, Andrea A, ed. Reclaiming Rhetorica: Women and in the Rhetorical Tradition, Pittsburgh: University of Pittsburgh Press, 1995.
- Reno, Christine, and Liliane Dulac, eds. Le Livre de l’Advision Cristine. Études christiniennes, 4. Paris: Champion, 2000.
- Reno, Christine, La mémoire de Christine de Pizan dans ses manuscrits, in: Le Moyen Français 75 (2014), p. 67-83.
- Richards, Earl Jeffrey, ed., Reinterpreting Christine de Pizan, Athens, GA: University of Georgia Press, 1992.
- Richards, Earl Jeffrey, ed. and trans. Christine de Pizan, The Book of the City of Ladies. Intro. by Natalie Zemon Davis. Rev. ed. New York: Persea, 1998.
- Walters, L. J., The Queen's Manuscript (London, British Library, Harley 4431) as a Monument to Peace, in: Le Moyen Français 75 (2014), p. 85-117.
- Willard, Charity C., ed, The "Livre de Paix" of Christine de Pisan: A Critical Edition, The Hague: Mouton, 1958. (now superseded by Green, et al. ed., see above).
- Willard, Charity C., Christine de Pizan: Her Life and Works. New York: Persea Books, 1984